# Margaret Seguier
Margaret Seguier (nascida Stewart; 1795–1870) foi uma pintora britânica de miniaturas.

## Biografia
Seguier era a filha mais velha de Anthony Stewart, 1773-1846, um pintor de retratos e miniaturas de Crieff, Perthshire, e de Janet Weir, cujo pai, Alexander Weir, também era pintor. O seu pai ensinou Margaret e a sua irmã mais nova, Grace Campbell Stewart, a pintar. Margaret é elogiada em relatos contemporâneos pelos seus retratos em miniatura, mas não existe nenhum registo artístico ou atribuições específicas. Margaret casou-se com John Seguier, de 1785 a 1856, que era restaurador de quadros e superintendente na Instituição Britânica. Eles tiveram um filho, Peter Seguier, que se tornou num autor de sucesso.